# خالد يوسف
خالد يوسف (مواليد 28 سبتمبر 1964)، هو مخرج أفلام مصري. أخرج عدة أعمال سينمائية ناجحة، تشتهر أفلامه باستخدامها للارتجال وأسلوب سينما الواقع. في مسار مهني امتد لأكثر من ثلاثة عقود، شملت أفلامه العديد من الموضوعات والأنواع.

## النشأة
ولد في قرية تصفا التابعه لمركز كفر شكر سنة 1964 من أب يشغل منصب العمدة بجانب شغله لموقع أمين الاتحاد الاشتراكى بمركز كفر شكر (التنظيم السياسى الوحيد إبان حكم الرئيس جمال عبد الناصر)وأتاح له الأب تربية ثقافية لها أبعاد اجتماعية وسياسية نظرا لانحياز الأب لأفكار الاشتراكية العربية (الناصرية) وكان لعلاقة والده بخالد محى الدين عضو مجلس قيادة ثورة 23 يوليو أثرا كبيرا عليه إذ أخذ من اهتمامه.

## عن حياته
- أحد القيادات البارزة للحركة الطلابية في الثمانينات
- رئيس لاتحاد طلاب جامعة الزقازيق – (كلية الهندسة بشبرا) فرع بنها سنة 88- 1989
- حصل على بكالوريوس الهندسة قسم الهندسة الكهربائية والإلكترونية من هندسة شبرا 1990
- رئيس لجنة السينما بالمجلس الاعلى للثقافة سنة 2012.
- عضو لجنة الخمسين لصياغة دستور مصر سنة 2014.
- رئيس اللجنة العليا للمهرجانات بوزارة الثقافة
- عضو مجلس النواب 2015.[5]
- قاده العمل الطلابى للاقتراب من كبار سياسي ومثقفي مصر مثل يوسف شاهين الذي نصحه بالعمل في السينما عندما لمس أن لديه موهبة ما فعرض عليه التعرف على عالم السينما من خلال الاشتراك في فيلم روائي تسجيلى قصير «القاهرة منورة بأهلها» فأسند له دورا تمثيليا بالإضافة إلى تدربه على الإخراج وسرعان ماكتشف في نفسه ميلا وانجذابا للإخراج فانضم إلى كتيبة طالبى العلم من مدرسة يوسف شاهين.
- في العام 1992 أصبح مساعدا للمخرج يوسف شاهين في فيلم المهاجر وقد شاركه في كتابة السيناريو والحوار لهذا الفيلم مع آخرين وقفز قفزة كبيرة في الأفلام التي تلته عندما تولى مسئولية المخرج المنفذ لأفلام المصير والآخر وإسكندرية نيويورك ومشاركاً ليوسف شاهين في كتابة قصة وسيناريو وحوار هذه الأفلام.
- فيلعام 2000 أنجز أول أفلامه «العاصفة» تأليفاً وإخراجاً وحصل على الجائزة الكبرى للجنة التحكيم الدولية بمهرجان القاهرة السينمائي الدولي (الهرم الفضي) وجائزة أحسن فيلم عربي وحصل على أحسن مخرج (عمل أول). في المهرجان القومى للسينما المصرية وشارك في العديد من المهرجانات الدولية مثل مهرجان سان فرانسيسكو بأمريكا.
- في عام 2001 كان شريطه السينمائي الثاني جواز بقرار جمهورى وحصل على جائزة أحسن مخرج (عمل أول) في المهرجان القومى للسينما المصرية.
- في العام 2004 أنجز فيلم أنت عمرى وقد مثل مصر في مهرجان القاهرة السينمائي الدولي وحصل الفيلم على جائزة أحسن ممثلة.
- في العام 2005-2006 قدم فيلمى ويجا (فيلم) وخيانة مشروعة من تأليفه وإخراجه وقد ظهر في هذين الفيلمين مدى التجاوب الجماهيرى مع أفلامه.
- في العام 2007 شارك المخرج يوسف شاهين في إخراج فيلم هي فوضى وقد مثل الفيلم مصر في مهرجان فينيسيا السينمائي الدولي في مسابقته الرسمية.
- في العام نفسه (2007) قدم فيلم حين ميسرة الذي أثار جدلًا في مصر وحقق نجاحًا كبيرًا على المستويين النقدي والجماهيرى وقد حصد معظم جوائز المهرجان القومى للسينما المصرية مثل: أحسن فيلم، أحسن مخرج، أحسن ديكور، أحسن تمثيل.
- في العام 2008 قدم فيلم الريس عمر حرب وحصل على جائزة أحسن مخرج من المهرجان القومى للسينما المصرية للعام الثاني على التوالى.
- في العام 2009 أنجز شريطه السينمائي التاسع دكان شحاتة.
- في عام 2010 قدم فيلمه العاشر كلمنى شكرا (فيلم) والذي طرح من خلاله رؤيته الخاصة لتأثير ثورة الاتصالات على تغير منظومة القيم في المجتمع العربي

. وفي نفس العام أنجز شريطه السينمائي الحادي عشر كف القمر ولم يتمكن من عرضه إلا في نهاية عام 2011 بسبب ظروف ثورة 25 يناير.
- اعتبرت ثلاثية هى فوضى، حين ميسرة، دكان شحاتة من الأفلام التي ساهمت بشكل كبير في كشف حجم الواقع المتردى بما فيه من مظاهر للفقر والقهر والظلم الذي يعيشه المصريين.
- طبقا لإستفتاء مهرجان دبى عام 2013 دخلت أفلام خالد يوسف هي فوضى وحين ميسرة قائمة أهم 100 فيلم عربي.

### تهم جنسية
في ديسمبر 2015، نشر الإعلامي المثير للجدل أحمد موسى صوراً مشوشة يظهر فيها أحد الأشخاص، ادّعى أنه المخرج والنائب المصري خالد يوسف، وبرفقته سيدتين «عاريتين» لا تبدو ملامحهما وذلك في برنامجه «على مسئوليتي» على الهواء مباشرة، كما ادعى موسى امتلاكه لمزيد من الصور والفيديوهات «الفاضحة» لخالد يوسف.
في 19 ديسمبر 2015، قدم أحمد موسى اعتذارا على الهواء للمخرج خالد يوسف بعد التسريبات التي نشرها في برنامجه، وذلك بعد جلسة صلح بين موسى ويوسف ٱقيمت في منزل النائب مرتضى منصور بحضور شخصيات أخرى كما أعلن الإعلامي «مساندة خالد يوسف وتضامنه معه».
قبل هذه الواقعة بأيام، اتهم عميد كلية الآداب بجامعة الإسكندرية خالد يوسف بالتحرش بزوجته، وقد أكّد محاميه إيهاب ماهر، في إتصال مع الإعلامي أحمد موسى أنه تقدم ببلاغ ضد يوسف اتهمه فيه بالتحرش بزوجة العميد.
بعد رفضه للتعديلات الدستورية المقترحة عام 2019، انتشر على مواقع التواصل الإجتماعي مقطع فيديو، اعتبره البعض «إباحي»، للمخرج المصري والبرلماني خالد يوسف يظهره رفقة الفنانتين الشابتين منى فاروق، وشيماء الحاج، وهما في أوضاع مخلة معه وبأجساد شبه عارية.
في عام 2024، خرجت الممثلة منى فاروق في بث مباشر و تحدثت صراحة عن ان من كان معها هو المخرج خالد يوسف.
يوسف اتهم بعض الأطراف التي لم يذكرها بتدبير حملة ممنهجة ضده بعد رفضه للتعديلات.

## المواقف السياسية
أحد القيادات البارزة للحركة الطلابية في الثمانينات انتخب رئيساً لإتحاد طلاب كليته (كلية الهندسة بشبرا) ثم (جامعة الزقازيق – فرع بنها) وشكل مع اتحاد طلاب الجامعات المصرية ونشطاءالطلاب حركة طلابية فاعلة وقاد العديد من المظاهرات والاعتصامات الطلابية التي أدت إلى صدور قرار باعتقاله في العديد من المرات.
- 1990 بعد تخرجه واشتغاله بالسينما واصل دوره في المعارضة ضمن القوى والحركات الوطنية والأحزاب السياسية.

وكان من المشاركين في ثورة 25 يناير وعندما استغل البعض غياب الشرطة والدولة وحاولوا السطو على المتحف المصري بادر بتوجيه نداء عبر القنوات الفضائية للشعب المصري للتوجه إلى المتحف لحمايته. وعندما وصلت حركة الإخوان المسلمين إلى الحكم وظل مواصلًا في اعتراضه.
وعندما عيين وزير ثقافة ينتمى لحركة الإخوان المسلمين خطط مع رفاق قليلين احتلال الوزارة والاعتصام بها ومنع الوزير من دخول الوزارة وتم بالفعل الاحتلال واعتصموا بمقر الوزارة وتم منع الوزير من دخول الوزارة لأكثر من شهر حتى جاء يوم 30 يونيو وانضم ومعه كل المعتصمين بالوزارة للجيش المصري في انقلابه الذي ازاح نظام الإخوان،
اختير ضمن لجنة الخمسون لصياغة الدستور الجديد وعندما بدأت الانتخابات الرئاسية اختاره المشير عبد الفتاح السيسي ضمن اللجنة الاستشارية له ومعه أربعة من القامات الوطنية وفي الانتخابات البرلمانية شرع في الترشح كعضو لمجلس النواب عن الدائرة التي بها مسقط رأسه (كفر شكر) وفاز وأصبح عضوًا بمجلس النواب 2015.

### في البرلمان
عارض خالد يوسف التعديلات الدستورية المقترحة عام 2019، كما ادعى تعرضه لـ«حملة تصفية معنوية وتشويه وأسلوب منحط لتصفية معارضين» حسب تصريحاته لهيئة الإذاعة البريطانية (بي بي سي) وذلك بعد انتشار تسريبات جنسية منسوبة إليه.
قدم المحامي سمير صبري، في فبراير 2019، دعوى قضائية لدى محكمة القضاء الإداري لإسقاط عضوية مجلس النواب عن المخرج خالد يوسف وذلك بعد تردد اسم المخرج في واقعة فيديوهات مخلة بالآداب، وعقب أيام من إعلان رفضه تعديل الدستور.
لكن محكمة القضاء الإداري، قضت في نوفمبر 2019، بعدم الاختصاص الولائي بالنظر في الدعوى المقامة لإسقاط عضوية النائب والمخرج خالد يوسف.

## الحياة الشخصية
متزوج من الفنانة التشكيلية السعودية شاليمار شربتلي وله منها ابنة اسمها شاليمار خالد يوسف

### تمثيل
- القاهرة منورة بأهلها فيلم وثائقي/تسجيلي (1991) دور العاطل
- جواز بقرار جمهورى (2001) دور المخرج
- إنت عمري (2004) دور عميد الكلية
- ويجا (فيلم) (2005) دور مساعد مخرج
- خيانة مشروعة (2006) دور كمال حنا

### تأليف
- المهاجر شارك في السيناريو مع آخرين
- المصير سيناريو وحوار مع يوسف شاهين
- الآخر سيناريو وحوار مع يوسف شاهين
- العاصفة تأليف (قصة وسيناريو وحوار)
- جواز بقرار جمهورى رؤية درامية
- ويجا (فيلم) تأليف (قصة وسيناريو وحوار)
- خيانة مشروعة تأليف (قصة وسيناريو وحوار)
- حين ميسرة سيناريو وحوار مع ناصر عبد الرحمن
- كف القمر سيناريو وحوار مع ناصر عبد الرحمن

### إخراج
- 1994 فيلم المهاجر ليوسف شاهين (مساعد مخرج)
- 1995 فيلم قصير «الاخوان لوميير» ليوسف شاهين (مخرج منفذ)
- 1996 فيلم المصير ليوسف شاهين (مخرج منفذ)
- 1997 فيلم قصير «كلها خطوة» ليوسف شاهين (مخرج منفذ)
- 1998 فيلم الآخر ليوسف شاهين (مخرج منفذ)
- 2000 فيلم العاصفة (مخرج)
- 2001 فيلم جواز بقرار جمهورى (مخرج)
- 2002 فيلم إسكندرية نيويورك (مخرج منفذ)
- 2004 أنت عمرى (مخرج)
- 2005 ويجا (مخرج)
- 2006 خيانة مشروعة (مخرج)
- 2007 هي فوضى؟ (مخرج)
- 2007 حين ميسرة (مخرج)
- 2008 الريس عمر حرب (مخرج)
- 2009 دكان شحاتة (مخرج)
- 2010 كلمنى شكرا (مخرج)
- 2011 كف القمر (مخرج)
- 2018 كارما (مخرج)

## أكثر الممثلين مشاركة معه
- هاني سلامة: ٨أفلام
- عمرو سعد: 4 أفلام
- سمية الخشاب: 3 أفلام
- غادة عبد الرازق: 5 أفلام
- عمرو عبد الجليل: 3 أفلام
- حنان ترك: 3 أفلام
- خالد صالح: 3 أفلام
- منة شلبي: 3 أفلام
- هشام سليم: فيلمين

## وصلات خارجية
- خالد يوسف على موقع IMDb (الإنجليزية)
- خالد يوسف على موقع قاعدة بيانات الأفلام العربية
- خالد يوسف على موقع ألو سيني (الفرنسية)
- خالد يوسف على موقع أول موفي (الإنجليزية)
- خالد يوسف على موقع قاعدة بيانات الفيلم (الإنجليزية)
- خالد يوسف على موقع كينوبويسك (الروسية)